# Királyok völgye 58
A Királyok völgye 58 (KV58) egy egyiptomi sír a Királyok völgye keleti völgyében. Egyenes tengelyű, egy bejárati aknából és egy díszítetlen kamrából álló sír, területe 23,67 m². A XVIII. dinasztia idején épült, lehetséges, hogy a KV57 sír függelékeként. A sírból pár gomb és egy felirat nélküli kalcit usébti mellett Tutanhamon és Ay nevét viselő aranyfólia darabjai kerültek elő, melyek valószínűleg egy kocsi hámjának részét képezték, emiatt a sírt a kocsis sírként is ismerik. Úgy tűnik, raktárnak használták Ay temetkezési kellékeinek tárolásához, melyek eredetileg a fáraó sírjában, a KV23-ban voltak, és a fáraó esetleges újratemetése vagy sírrablás következtében kerültek el onnan.
A sírt Ernest Harold Jones fedezte fel és tárta fel 1909-ben. Az akna jelenleg törmelékkel teli, így a kamrába nem lehet bejutni.

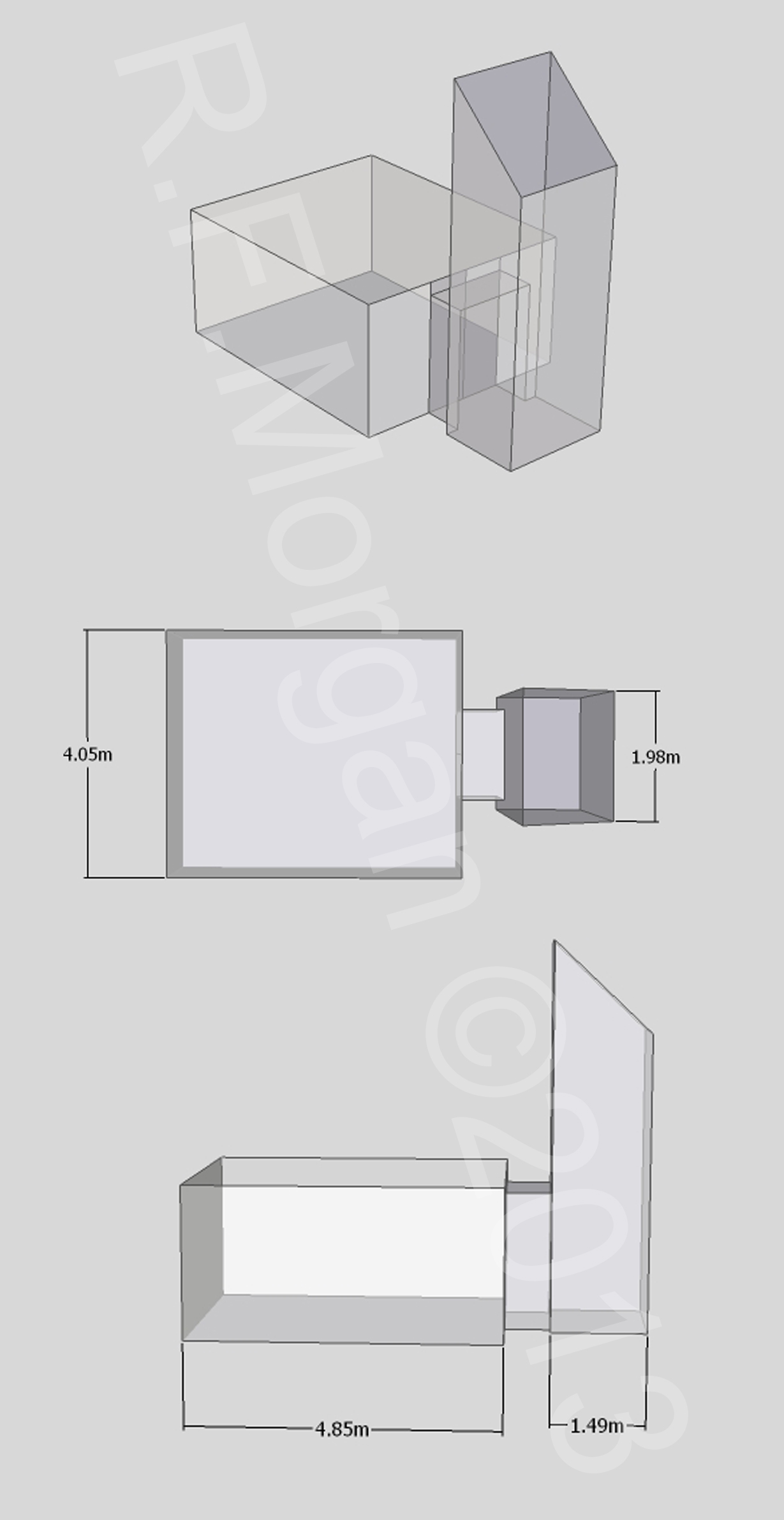
A sír izometrikus képe, alaprajza és oldalnézeti metszete egy 3D-modell alapján

## Külső hivatkozások
- Theban Mapping Project: KV58